# Драгункина, Зинаида Фёдоровна
Зинаида Фёдоровна Драгункина (род. 21 ноября 1948, Симферополь) — российский государственный деятель, политик, член Совета Федерации, представляющий законодательную власть Москвы (2005—2019), Председатель Комитета Совета Федерации по науке, образованию и культуре (2011—2019). С 1997 года бессменный депутат Московской городской Думы II, III, IV, V и VI созывов. Заслуженный учитель Российской Федерации (2013).
Являлась секретарём Координационного Совета по реализации Национальной стратегии действий в интересах детей в 2012—2017 годах.

## Образование
В 1970 году окончила Усть-Каменогорский государственный педагогический институт (учитель русского языка и литературы средней школы).

## Награды и звания
- Орден «За заслуги перед Отечеством» IV степени (31 декабря 2008 года) — за большой вклад в развитие парламентаризма в Российской Федерации и активную законотворческую деятельность[3]
- Орден Александра Невского (29 июня 2018 года) — за заслуги в укреплении российской государственности, развитии парламентаризма и активную законотворческую деятельность[4]
- Орден Дружбы (6 января 1999 года) — за высокие достижения в труде и заслуги в укреплении дружбы и сотрудничества между народами[5]
- Орден «Знак Почёта» (1986)
- Медаль «В память 850-летия Москвы» (1997)
- Заслуженный учитель Российской Федерации (15 ноября 2013 года) — за заслуги в педагогической и воспитательной деятельности и многолетний добросовестный труд[6][7]
- лауреат национальной премии общественного признания достижений женщин «Олимпия» Российской Академии бизнеса и предпринимательства (2001)
- почётный знак «За заслуги в развитии законодательства и парламентаризма» (2009)
- Юбилейная медаль «МПА СНГ. 25 лет» (29 ноября 2018 года, Межпарламентская ассамблея СНГ) — за заслуги в деле развития и укрепления парламентаризма, за вклад в развитие и совершенствование правовых основ функционирования Содружества Независимых Государств, укрепление международных связей и межпарламентского сотрудничества[8]